# Hoera

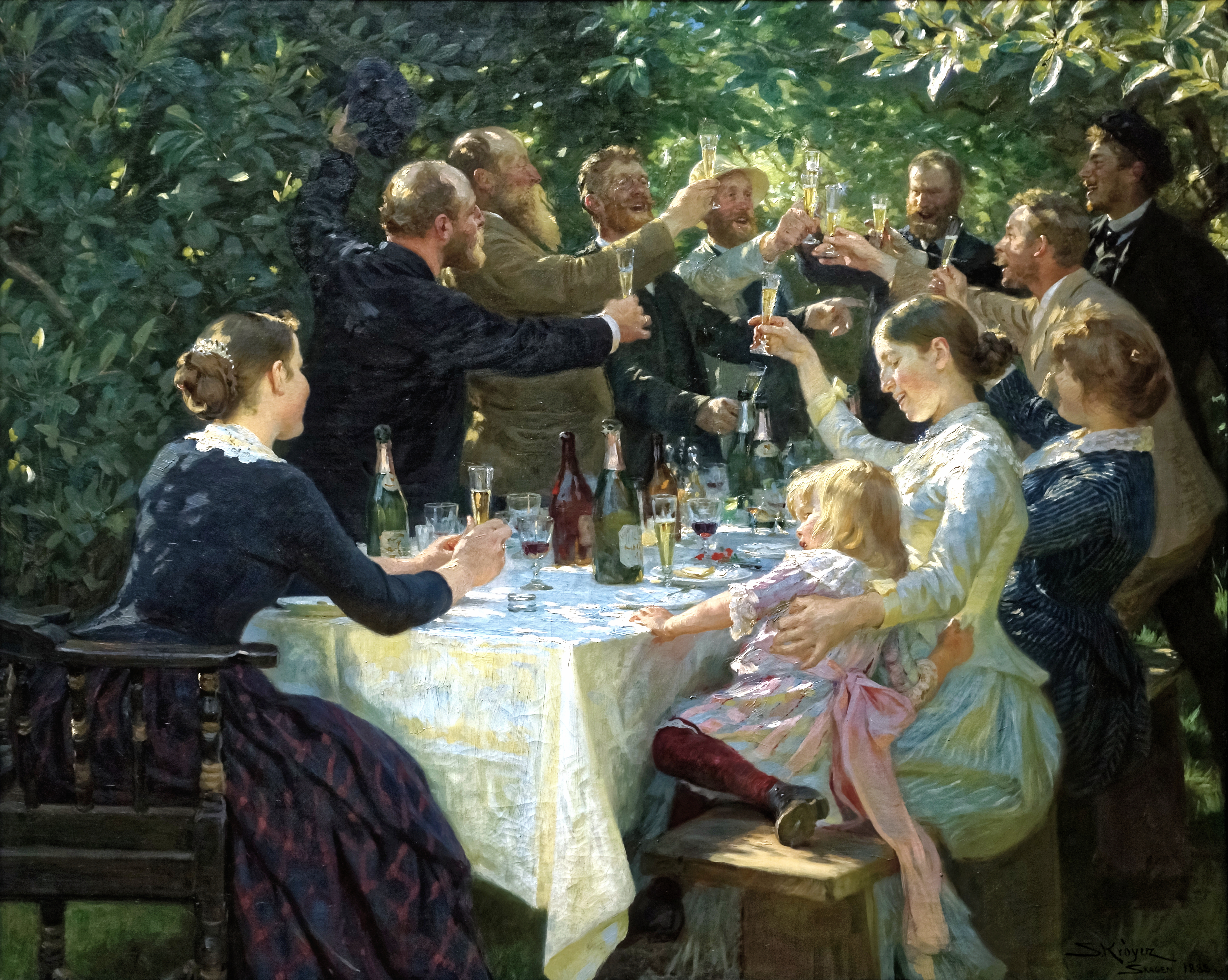
Hiep hiep hoera, 1888

Hoera is een uitroep van vreugde. Het wordt massaal geroepen bij verjaardagen, na het zingen van Lang zal hij leven, als muzikaal eerbetoon ter ere van de koningin of bij een overwinning van een sportwedstrijd.
Het woord is ontleend aan het Duitse hurra, dat in het Middelhoogduits (voor 1350) is afgeleid van een werkwoord hurren ("zich snel voortbewegen").